# Alexandra Olaya-Castro
Alexandra Olaya Castro (Bogotá, marzo de 1976) es una física teórica colombiana.
En la actualidad es Profesora Asociada en el Departamento de Física y Astronomía de la Universidad de Londres. Es conocida por su trabajo en física cuántica biomolecular, específicamente por su investigación sobre los efectos cuánticos en la fotosíntesis. En 2016 fue galardonada con la Medalla Maxwell del Institute of Physics, una de las mayores distinciones de la física teórica, por “su rol central internacional” en la biología cuántica, particularmente "por sus contribuciones a la teoría de los efectos cuánticos en sistemas biomoleculares".

## Formación
Olaya Castro obtuvo su título de grado en 1997 en la Universidad Distrital Franciso José de Caldas, y más tarde hizo su maestría en la Universidad de los Andes. En 2005, alcanzó su doctorado de la Universidad de Oxford.

## Carrera
Luego de graduarse en la Universidad Distrital, Olaya Castro trabajó para el Instituto Colombiano para la Evaluación de la Educación, desarrollando pruebas de física para la evaluación a gran escala de la educación en Colombia. Durante ese período, combinó esta actividad con sus estudios de maestría en física teórica, campo en el que trabajó con colegas de la Universidad Autónoma de Madrid y el Institute for Microstructural Sciences de Ottawa, Canadá. Entre 2002 y 2005 realiza su doctorado en la Universidad de Oxford, gracias a las becas Clarendon Fund Scholarship y Somerville Senior Scholarship.
Continúa con sus investigación en Oxford y más tarde en la University College de Londres, donde actualmente lidera un grupo de investigación. Su trabajo ha permitido ampliar la comprensión de la dinámica cuántica de las excitaciones electrónicas en las etapas iniciales de la fotosíntesis, y la influencia de la coherencia cuántica. Su investigación ha aportado importantes ideas cómo el acoplamiento vibrónico afecta la coherencia del excitón y la distribución de la energía en los sistemas de recolección de la luz.
En 2016 se le otorga la Medalla Maxwell por sus contribuciones a la teoría de los efectos cuánticos en los sistemas biomoleculares, convirtiéndose en la primera latinoamericana en obtener este reconocimiento.

## Publicaciones
Dentro de las publicaciones más citadas de Olaya-Castro, se encuentran:
- GD Scholes, GR Fleming, A Olaya-Castro, R Van Grondelle. Lessons from nature about solar light harvesting.  (2011) Nature chemistry 3 (10), 763-774
- A Olaya-Castro, CF Lee, FF Olsen, NF Johnson. Efficiency of energy transfer in a light-harvesting system under quantum coherence. (2008) Physical Review B 78 (8), 085115
- GD Scholes, GR Fleming, LX Chen, A Aspuru-Guzik, A Buchleitner. Using coherence to enhance function in chemical and biophysical systems. (2017) Nature 543 (7647), 647-656
- A Kolli, EJ O’Reilly, GD Scholes, A Olaya-Castro. The fundamental role of quantized vibrations in coherent light harvesting by cryptophyte algae. (2012) The Journal of chemical physics 137 (17), 174109
- EJ O’Reilly, A Olaya-Castro. Non-classicality of the molecular vibrations assisting exciton energy transfer at room temperature. (2014) Nature communications 5 (1), 1-10
- A Olaya-Castro, GD Scholes. Energy transfer from Förster–Dexter theory to quantum coherent light-harvesting. (2011) International Reviews in Physical Chemistry 30 (1), 49-77
- F Fassioli, A Olaya-Castro. Distribution of entanglement in light-harvesting complexes and their quantum efficiency. (2010) New Journal of Physics 12 (8), 085006
- F Fassioli, A Nazir, A Olaya-Castro. Quantum state tuning of energy transfer in a correlated environment. (2010)The Journal of Physical Chemistry Letters 1 (14), 2139-2143